# Зухаратбаба
„Зухаратбаба“ (на турски: Zuhuratbaba) е квартал на Истанбул, разположен в градска околия Бакъркьой. Общата му площ е 1,8 км2. Според данни на Адресната система за регистриране на населението (ABPRS) към 2024 г. населението на „Зухаратбаба“ е 20 229 жители.